# Igoor, Sakleshpur
Igoor là một làng thuộc tehsil Sakleshpur, huyện Hassan, bang Karnataka, Ấn Độ.